# Gmina Drzycim
Die Gmina Drzycim ist eine Landgemeinde im Powiat Świecki der Woiwodschaft Kujawien-Pommern in Polen. Ihr Sitz ist das gleichnamige Dorf (deutsch Dritschmin) mit etwa 1300 Einwohnern.

## Gliederung
Zur Landgemeinde (gmina wiejska) Drzycim gehören 11 Dörfer (deutsche Namen, amtlich bis 1945) mit einem Schulzenamt (solectwo):
- Biechówko (Biechowko, 1911–1945 Bechau)
- Dąbrówka (Eichenhorst)
- Dólsk (Dulzig)
- Drzycim (Dritschmin, 1942–1945 Dretz)
- Gacki (Gatzki)
- Gródek (Groddeck)
- Jastrzębie (Falkenhorst)
- Krakówek (Wilhelmshof)
- Mały Dólsk (Julienfelde)
- Sierosław (Sziroslaw, 1902–1945 Schiroslaw)
- Wery (Wirry)

Weitere Ortschaften der Gemeinde sind Bedlenki, Biechowo (Biechowo), Kaliska, Leosia (Teufelstein), Lubocheń (Lubochin), Rówienica (Rowinitza), Sierosławek  (Sziroslawek, 1902–1945 Schiroslawek) und Spławie (Splawie).

## Sehenswürdigkeiten
- Burgruine Groddek im Ortsteil Gródek

## Persönlichkeiten
- Marianne Plehn (1863–1946), deutsche Biologin, in Lubochin geboren